# Marais de Limagne
Le marais de Limagne est une zone naturelle d'intérêt écologique, faunistique et floristique et un site Natura 2000 situé en région Auvergne-Rhône-Alpes dans le département de la Haute-Loire (France), d'une superficie légèrement supérieure à 40 hectares.
Il présente une diversité de milieux humides, plus ou moins ouverts, liée à une vaste tourbière occupant le fonds de la dépression. Plusieurs espèces protégées au niveau national peuvent y être observées.

## Géographie

### Localisation
Le marais de Limagne est localisé à 1 085 mètres d'altitude, jouxtant les communes de Siaugues-Sainte-Marie et Saint-Jean-de-Nay, à onze kilomètres de Langeac.

### Relief
Le marais de Limagne est caractérisé par une cuvette d'un diamètre de 1 200 m à 1 500 m située à plus de 1 080 m d'altitude au sein du Massif central, dans le massif du Devès.

### Géologie
Le marais s'est développé dans ce qu'on appelle un cratère de maar, volcan né de la rencontre explosive entre une remontée de magma et une nappe d'eau. 

### Hydrographie
Le ruisseau de l'Ance y prend sa source. 

### Climat
Depuis 2003, le site Natura 2000 enregistre des précipitations s’élevant à environ 700 mm et une température moyenne de l'ordre de 8 °C.

## Écologie

### Flore
Le site accueille de nombreux amphibiens, tels que le triton alpestre et la grenouille rousse.

### Faune
Le marais accueille une flore diversifiée avec la présence de plantes comme la renoncule langue, la Linaigrette vaginée, le Lycopode inondé, ou encore la Droséra à feuilles rondes.

### Menaces, réponses
Le site est fragile et soumis aux pratiques agricoles et forestières. Le réchauffement climatique induit un risque d'assèchement à l'avenir.
Une boucle de randonnée a été créée offrant un panorama sur le Devès ainsi que les monts du Velay et permettant de découvrir le marais et ses spécificités. 

### Source
- « Site Natura 2000 2000 FR 830 1077 - Marais de Limagne » [PDF], sur auvergne-rhone-alpes.developpement-durable.gouv.fr, février 2015 (consulté le 5 février 2023)